# Studioul „Astra-Film” din Sibiu
Studioul „Astra-Film” din Sibiu este un monument istoric aflat pe teritoriul municipiului Sibiu. În Repertoriul Arheologic Național, monumentul apare cu codul 143469.120.